# サクラシンゲキ
サクラシンゲキ（欧字名:Sakura Shingeki、1977年3月5日 - 1994年8月20日）は、日本の競走馬、種牡馬。
典型的な逃げ馬で逃げ一辺倒の戦法の個性派として人気を集めた。第1回ジャパンカップでは、一度もハナを譲ったことのないことで評判の逃げ馬、カナダ代表のブライドルパースを上回る逃げを展開。そのレースぶりから「日の丸特攻隊」と評された。1981年の優駿賞スプリンター賞。
兄弟に、1986年の天皇賞（秋）を制したサクラユタカオー、繁殖牝馬としてサクラスターオーを産んだサクラスマイルがいる。

## 生涯

### デビューまで
アンジェリカはネヴァービート産駒で、祖母にスターロッチを持ち、競走馬として21戦2勝の成績を残した。引退後は、生まれ故郷の北海道静内町藤原牧場で繁殖牝馬となった。人の背中を噛みつくほどの荒い気性であった。初年度は、ミンシオが配合され、初仔の牝馬が誕生。続く2年目には、イタリア生産の輸入種牡馬ドンが配合された。ドンの祖父、アンジェリカの曽祖父は共にナスルーラであり、その配合から産まれる仔には、ナスルーラの血が18.75パーセントを占める「奇跡の血量」であった。
1977年3月5日、藤原牧場で2番仔である鹿毛の牡馬（後のサクラシンゲキ）が誕生、牧場の種付け台帳には「骨格品位良好」と評された。同じ年に牧場で生産された8頭の中で最も評判が高く、また生産馬ハードバージが皐月賞優勝した直後だったこともあり、「皐月」に母名を組み合わせた「サツキアンジェリカ」という幼名が与えられた。母に似て気性が荒く、2歳時の追い運動では、先頭でいることを好んでいた。
全演植がオーナーである株式会社さくらコマースに購買されて「サクラシンゲキ」と命名され、全の主戦である美浦の境勝太郎厩舎に入厩した。

### 競走馬時代

#### 3歳（1979年）
8月3日、函館競馬場の新馬戦（芝1000メートル）に、境厩舎所属の東信二が騎乗し、3番人気の支持でデビューした。スタートから逃げに出て、後方に4分の3馬身の差をつけて逃げ切り先頭で入線、レコードと同じタイムでの勝利であった。2戦目のすずらん賞でも、逃げに出て7馬身差の勝利。キタノダイオーが12年間保持していたレコードを0.1秒更新して2連勝とした。9月16日、函館3歳ステークスに、1番人気に推されて出走。スタートから単独で逃げていたが、中途で追い上げる1頭と並ぶ場面も見られた。しかし、直線コースで差を広げて再び先頭となり、後方待機の追い込み勢を1馬身封じて、3連勝とした。
北海道から美浦トレーニングセンターに帰還したが、9月27日に放馬し転倒。左後ろ肢の球節を剥離骨折し、その後出走することなく3歳を終えた。

#### 4歳（1980年）
1月26日、東京競馬場のオープン競走で復帰。以降、弥生賞や皐月賞にも挑戦したがいずれも敗れて4連敗。その後5月3日、東京競馬場のオープン競走（芝1600メートル）で復帰後初勝利を挙げた後には、東京優駿（日本ダービー）にも挑戦した。東京優駿ではハナを奪って逃げ、最後の直線半ばにある坂で失速し、モンテプリンス・オペックホース・テイオージャの3頭に交わされるも、そこまで先頭を保ち続けて4着となった。騎乗した小島は「日本中の目が逃げたオレの馬に集中したはずだ。よく粘ったよ。」と振り返った。
一休みして秋は、9月7日の京王杯オータムハンデキャップで復帰、1番人気で出走した。再び逃げてスローペースを演出すると、後続の追い上げなくそのまま逃げ切り勝利。後方に2馬身半離して、1年振りの重賞勝利を果たした。快勝したことに全は、セントライト記念の結果次第で菊花賞に出走することを決意した。しかし、セントライト記念ではキタノリキオ―にハナを奪われ逃げることができず、5着に敗退、菊花賞参戦は幻になった。その後、オールカマーやダービー卿チャレンジトロフィーと連戦するも、勝利には至らず。中山競馬場のオープン競走（芝1600メートル）で逃げ切り勝利したのち、有馬記念に参戦。プリテイキャストを上回る逃げを展開したが、オーバーペースとなり10着に敗退した。

#### 5-6歳（1981-82年）
1月25日、ダートのオープン競走3着を叩き台として、2月22日のスプリンターズステークスに出走、単枠指定制度の対象となる中、1番人気に推された。逃げに出て、先頭で直線に入ると、再び加速。後方に6馬身差をつけて先頭で入線して勝利した。騎乗した東は「僕はただつかまっていただけです。今のサクラシンゲキならだれが乗っても勝てますね」と振り返っていた。その後、4月26日の京王杯スプリングハンデキャップでは、残り200メートルでシンボリフレンドにかわされて2着敗退。6月7日の安田記念では、トップハンデを担ったが、タケデンとジュウジアローにかわされ3着敗退。どちらも1番人気に推されたが、2連敗となった。
夏休みの後、9月6日の京王杯オータムハンデで復帰。1番人気に推されて変わらず逃げに出て、失速することなく逃げ切りを果たした。外から追い上げたメジロクラウンをアタマ差退けての勝利、2連覇を果たした。10月17日のオープン競走でも逃げ切り勝利を果たすと、第1回ジャパンカップの日本代表に選出された。
ジャパンカップ参戦に当たり、騎乗する小島は「たとえ勝てなくても日本の快速馬の面目をかけてハナを切っていく」と逃げ宣言。カナダ代表でこれまで出走したすべてでハナを切るブライドルパースとの逃げ対決となった。スタートから先手を主張するブライドルパースを抑え、単独で飛ばし前半の1000メートルを57.8秒で通過するなど、超ハイペースを刻んだ。最後の直線に入っても先頭であり続け、直線中間でアメリカ代表のメアジードーツ、カナダ代表のフロストキングなどにかわされたものの9着となった。ホウヨウボーイやモンテプリンスなど日本代表の凡走ぶりに対して、ハイペースで豪快に逃げ外国調教馬相手に食い下がった唯一の日本代表として、サクラシンゲキに称賛が集まり「日の丸特攻隊」と表された。続いて有馬記念に出走し、再び逃げたものの、直線で伸びず9着に敗れた。
スプリンターズステークスを制した成績面に、逃げたジャパンカップという話題性も加えて、年度代表馬選考委員会から優駿賞スプリンター賞が進呈された。
6歳も現役を続行し、連覇を狙ってスプリンターズステークスで始動。単枠指定の1番人気に支持され、逃げに出たが桜花賞優勝馬ブロケードにかわされ2着敗退。マイラーズカップでも単枠指定の1番人気の支持だったが、カズシゲにクビ差かわされ再び2着に敗退。続く宝塚記念でも8着となった。
夏休みの後、調整を続けて秋シーズンを戦うはずだったが、静内町の牧場がサクラシンゲキの種牡馬シンジケートを結成したため、10月初旬に引退を発表。10月31日、天皇賞（秋）当日の東京競馬場、昼休みに引退式が行われた。1980年の京王杯オータムハンデキャップ優勝時のゼッケン「10」を着用し、小島太が騎乗して直線コース600メートルを駆け、中でも最後の200メートルは10.8秒で走った。

### 種牡馬時代
競走馬引退後は、北海道静内町のアロースタッドで種牡馬となった。サクラシンゲキ会というシンジケートは、50株総額1億5000万円で結成された。かつて藤原牧場でサクラシンゲキの育成を担当した本間一幸が、アロースタッドに戻っても担当した。
1994年8月17日、食欲がなくなったことから検査を受けたところ、腸の動きが悪いことが判明。体調改善に取り組んだが、8月20日に盲腸の破裂により死亡。9月2日に火葬納骨された。北海道新ひだか町の桜舞馬公園（オーマイホースパーク）にはサクラシンゲキの祈念碑が建てられている。

## 競走成績
以下の内容は、netkeiba.com、JBISサーチの情報に基づく。
| 競走日     | 競馬場 | 競走名           | 距離（馬場）  | 頭 数 | 枠 番 | 馬 番 | オッズ （人気） | 着順 | タイム  | 騎手      | 斤量 [kg] | 1着馬（2着馬）         |
| ---------- | ------ | ---------------- | ------------- | ----- | ----- | ----- | --------------- | ---- | ------- | --------- | --------- | ---------------------- |
| 1979.08.03 | 函館   | 3歳新馬          | 芝1000m（良） | 8     | 5     | 5     | 005.30（3人）   | 01着 | 0-58.2  | 0東信二   | 52        | （ホースメンボールド） |
| 0000.08.24 | 函館   | すずらん賞       | 芝1200m（良） | 10    | 7     | 7     | 003.20（2人）   | 01着 | R1:10.8 | 0東信二   | 52        | （リンドタイヨー）     |
| 0000.09.16 | 函館   | 函館3歳S         | 芝1200m（良） | 8     | 6     | 6     | 001.30（1人）   | 01着 | 01:11.8 | 0東信二   | 52        | （リンドタイヨー）     |
| 1980.01.26 | 東京   | 4歳オープン      | 芝1600m（良） | 6     | 3     | 3     | 001.80（1人）   | 03着 | 01:39.3 | 0東信二   | 56        | コンパニオン           |
| 0000.02.10 | 東京   | 東京4歳S         | 芝1800m（良） | 9     | 7     | 7     | 008.20（3人）   | 04着 | 01:51.5 | 0東信二   | 56        | リンドタイヨー         |
| 0000.03.02 | 中山   | 弥生賞           | 芝1800m（重） | 10    | 6     | 6     | 007.00（2人）   | 06着 | 01:54.0 | 0東信二   | 55        | トウショウゴッド       |
| 0000.04.13 | 中山   | 皐月賞           | 芝2000m（不） | 16    | 8     | 15    | 028.2（11人）   | 10着 | 02:14.5 | 0小島太   | 57        | ハワイアンイメージ     |
| 0000.05.03 | 東京   | 4歳オープン      | 芝1600m（稍） | 5     | 1     | 1     | 005.20（2人）   | 01着 | 01:36.3 | 0小島太   | 56        | （サーペンプリンス）   |
| 0000.05.25 | 東京   | 東京優駿         | 芝2400m（良） | 28    | 2     | 6     | 020.00（7人）   | 04着 | 02:28.7 | 0小島太   | 57        | オペックホース         |
| 0000.09.07 | 中山   | 京王杯AH         | 芝1800m（良） | 11    | 8     | 10    | 003.20（1人）   | 01着 | 01:47.6 | 0小島太   | 54        | （ホクトダンデイ）     |
| 0000.09.28 | 中山   | セントライト記念 | 芝2200m（稍） | 11    | 4     | 4     | 005.90（3人）   | 05着 | 02:17.4 | 0小島太   | 56        | モンテプリンス         |
| 0000.10.12 | 東京   | オールカマー     | 芝2000m（良） | 12    | 8     | 11    | 006.90（4人）   | 05着 | 02:01.1 | 0小島太   | 56        | ブルーマックス         |
| 0000.11.16 | 東京   | ダービー卿CT     | 芝1800m（良） | 11    | 5     | 5     | 004.70（2人）   | 02着 | 01:48.5 | 0小島太   | 54        | ニチドウアラシ         |
| 0000.12.06 | 中山   | 4歳上オープン    | 芝1600m（良） | 6     | 2     | 2     | 002.00（1人）   | 01着 | 01:34.9 | 0小島太   | 55        | （ニットウフレッシュ） |
| 0000.12.21 | 中山   | 有馬記念         | 芝2500m（良） | 12    | 8     | 11    | 025.30（9人）   | 10着 | 02:36.3 | 0東信二   | 55        | ホウヨウボーイ         |
| 1981.01.25 | 東京   | 5歳上オープン    | ダ1600m（良） | 10    | 3     | 3     | 003.80（1人）   | 03着 | 01:38.3 | 0小島太   | 57        | キタノリキオー         |
| 0000.02.22 | 中山   | スプリンターズS  | 芝1200m（稍） | 10    | 4     | 4     | 001.80（1人）   | 01着 | 01:09.5 | 0東信二   | 56        | （コンパニオン）       |
| 0000.04.26 | 東京   | 京王杯SH         | 芝1400m（稍） | 9     | 4     | 4     | 002.00（1人）   | 02着 | 01:23.5 | 0小島太   | 59        | シンボリフレンド       |
| 0000.06.07 | 東京   | 安田記念         | 芝1600m（良） | 13    | 7     | 11    | 002.70（1人）   | 03着 | 01:37.2 | 0小島太   | 59        | タケデン               |
| 0000.09.06 | 中山   | 京王杯AH         | 芝1800m（良） | 8     | 3     | 3     | 002.60（1人）   | 01着 | 01:48.4 | 0小島太   | 59        | （メジロクラウン）     |
| 0000.10.17 | 東京   | 4歳上オープン    | 芝1400m（良） | 10    | 2     | 2     | 002.30（1人）   | 01着 | 01:21.6 | 0三浦繁美 | 56        | （コンパニオン）       |
| 0000.11.22 | 東京   | ジャパンC        | 芝2400m（良） | 15    | 5     | 8     | 029.7（12人）   | 09着 | 02:26.9 | 0小島太   | 57        | メアジードーツ         |
| 0000.12.20 | 中山   | 有馬記念         | 芝2500m（良） | 16    | 3     | 6     | 035.20（9人）   | 14着 | 02:38.8 | 0小島太   | 57        | アンバーシャダイ       |
| 1982.02.28 | 中山   | スプリンターズS  | 芝1200m（良） | 9     | 6     | 6     | 002.60（1人）   | 02着 | 01:09.3 | 0小島太   | 59        | ブロケード             |
| 0000.03.14 | 阪神   | マイラーズC      | 芝1600m（稍） | 14    | 6     | 10    | 002.00（1人）   | 02着 | 01:34.7 | 0東信二   | 58        | カズシゲ               |
| 0000.06.06 | 阪神   | 宝塚記念         | 芝2200m（良） | 15    | 6     | 11    | 023.90（6人）   | 08着 | 02:13.6 | 0小島太   | 57        | モンテプリンス         |

- タイム欄のRはレコード勝ちを示す。

## 種牡馬成績

### 主な産駒
- 1984年産
  - ヒデリュウオー（中日スポーツ賞4歳ステークス、ほか重賞2着6回）[12]
- 1985年産
  - アドバンスモア（菜の花賞、ほか重賞2着2回、3着1回）[13]
  - ニシヤマショウ（北九州記念）[14]
  - ハヤブサモン（名古屋大賞典2回、新春グランプリ）[15]
- 1987年産
  - トーワルビー（忘れな草賞、ほか重賞2着1回、3着1回）[16]
  - ヤマタケサリー（テレビ東京賞3歳牝馬ステークス）[17]
  - コクサイシンゲキ（ゴールデンカップ）[18]
- 1988年産
  - ユーワビーム（カブトヤマ記念）[19]
  - ヒロパルダ（花吹雪賞、栄城賞）[20]
  - サイキョウボーイ（マーガレットステークス）[21]
- 1989年産
  - パッシングマーク（サラブレッドチャレンジカップ）[22]
- 1990年産
  - ヤマノセイコー（かしわ記念、埼玉新聞杯、金杯、ステイヤーズカップ、旭岳賞2回、道営記念）[23]
- 1993年産
  - フレアリングルーラ（ヤングチャレンジカップ）[24]

#### ブルードメアサイアーとしての産駒
- サカモトデュラブ（東京盃）[25]
- ゴーテンジョウ（サラ・プリンセス特別、東海クイーンカップ）[26]
- サカモトサクラ（ひまわり賞）[27]
- イチコウキャプテン（青雲賞）[28]
- ブルーロビンソン（駿蹄賞）[29]

## 血統表
| サクラシンゲキの血統（グレイソヴリン系 / Nasrullah3×4=18.75%） | サクラシンゲキの血統（グレイソヴリン系 / Nasrullah3×4=18.75%） | サクラシンゲキの血統（グレイソヴリン系 / Nasrullah3×4=18.75%） | （血統表の出典）  | （血統表の出典）  |
| 父 *ドン Don 1966 芦毛                                         | 父の父Grey Sovereign 1948 芦毛                                 | Nasrullah                                                      | Nearco            | Nearco            |
| 父 *ドン Don 1966 芦毛                                         | 父の父Grey Sovereign 1948 芦毛                                 | Nasrullah                                                      | Mumtaz Begum      |                   |
| 父 *ドン Don 1966 芦毛                                         | 父の父Grey Sovereign 1948 芦毛                                 | Blue Gem                                                       | Baytown           | Baytown           |
| 父 *ドン Don 1966 芦毛                                         | 父の父Grey Sovereign 1948 芦毛                                 | Blue Gem                                                       | Clang             |                   |
| 父 *ドン Don 1966 芦毛                                         | 父の母Diviana 1957 黒鹿毛                                      | Toulouse Lautrec                                               | Dante             | Dante             |
| 父 *ドン Don 1966 芦毛                                         | 父の母Diviana 1957 黒鹿毛                                      | Toulouse Lautrec                                               | Tokamura          |                   |
| 父 *ドン Don 1966 芦毛                                         | 父の母Diviana 1957 黒鹿毛                                      | Desublea                                                       | Niccolo Dell'Arca | Niccolo Dell'Arca |
| 父 *ドン Don 1966 芦毛                                         | 父の母Diviana 1957 黒鹿毛                                      | Desublea                                                       | Durera            |                   |
| 母 アンジェリカ 1970 黒鹿毛                                    | 母の父*ネヴァービート Never Beat 1960 栃栗毛                   | Never Say Die                                                  | Nasrullah         | Nasrullah         |
| 母 アンジェリカ 1970 黒鹿毛                                    | 母の父*ネヴァービート Never Beat 1960 栃栗毛                   | Never Say Die                                                  | Singing Grass     |                   |
| 母 アンジェリカ 1970 黒鹿毛                                    | 母の父*ネヴァービート Never Beat 1960 栃栗毛                   | Bride Elect                                                    | Big Game          | Big Game          |
| 母 アンジェリカ 1970 黒鹿毛                                    | 母の父*ネヴァービート Never Beat 1960 栃栗毛                   | Bride Elect                                                    | Netherton Maid    |                   |
| 母 アンジェリカ 1970 黒鹿毛                                    | 母の母スターハイネス 1964 鹿毛                                 | ＊ユアハイネス Your Highness                                   | Chamossaire       | Chamossaire       |
| 母 アンジェリカ 1970 黒鹿毛                                    | 母の母スターハイネス 1964 鹿毛                                 | ＊ユアハイネス Your Highness                                   | Lady Grand        |                   |
| 母 アンジェリカ 1970 黒鹿毛                                    | 母の母スターハイネス 1964 鹿毛                                 | スターロツチ                                                   | *ハロウェー       | *ハロウェー       |
| 母 アンジェリカ 1970 黒鹿毛                                    | 母の母スターハイネス 1964 鹿毛                                 | スターロツチ                                                   | コロナ F-No.11-c  |                   |